# Timo Descamps
Timo Descamps (Kontich, 27 mei 1986) is een Belgisch acteur, zanger, presentator en schrijver.
Descamps is vooral bekend geworden door zijn rol in Spring en zijn succesvolle deelname aan het eerste seizoen van Steracteur Sterartiest. Hij is de zoon van schrijver Luc Descamps.

## Acteur
Descamps' tv-debuut dateert van 2004. In Familie vertolkte hij enkele jaren de rol van Gijs. Van 2005 tot 
2008 speelde hij Johan "Jo" De Klein, de nieuwe bassist van het muziekgroepje Spring in de gelijknamige 
Ketnet-serie. In 2006 nam hij deel aan Steracteur Sterartiest op Eén, waarin dertien populaire acteurs zich van hun beste muzikale kant lieten zien. Na twaalf weken veroverde hij de derde plaats in de finale, die uiteindelijk werd gewonnen door Stan Van Samang In hetzelfde jaar vond ook Descamps' doorbraak als stemacteur plaats met zijn hoofdrol in de animatiefilm Happy Feet.
Van september 2008 tot januari 2010 was Descamps te zien als Dolf Wega in de musicalversie van Kruistocht in Spijkerbroek. Voor zijn rol in deze musical werd hij genomineerd voor de John Kraaijkamp Musical Awards 2009 in de categorie aanstormend talent. Deze rol leverde hem een Vlaamse Musicalprijs op in dezelfde categorie.
In 2009-2010 vertolkte Descamps de rol van Nelson Batenburg in de Nederlandse jeugdsoap SpangaS. Verder speelde hij mee in series als Aspe, Rupel, De Kotmadam, en David. Ook werd hij steeds vaker gevraagd als stemacteur met hoofdrollen in Surf's Up, How to Train Your Dragon, Toy Story 3 en de Ketnet-reeksen Jungle Book en Nellie & Cezar.
Vanaf januari 2010 was hij te zien in de musical Ganesha van Judas TheaterProducties in het Antwerpse Fakkeltheater. Het stuk geregisseerd door Martin Michel werd initieel gespeeld tot eind februari, maar werd wegens succes hernomen op 25 november 2010. Precies één jaar later werkte hij opnieuw samen met regisseur Martin Michel en vertolkte hij een hoofdrol in de musical Lelies.
In 2011 kwam de Amerikaanse film Judas Kiss uit, Descamps' Engelstalige acteerdebuut. In deze film van J.T. Tepnapa vertolkte Descamps de rol van Shane Lyons. In datzelfde jaar speelde Descamps in Nederland de rol van piloot Jack in Oorlogswinter van NJMT. Hij speelde in 2012 een hoofdrol in de film The Dark Place, eveneens van Tepnapa.
Descamps verleende zijn stem aan Kuifje in de nieuw ingesproken Nederlandse versie van De avonturen van Kuifje eerst te zien op Nickelodeon, tegenwoordig te bekijken op Netflix.
In 2014 trok hij naar Hollywood in de hoop daar een acteercarrière uit te bouwen, maar hij keerde in 2018 terug naar Antwerpen. Toen speelde hij een tweede gastrol in De Kotmadam. In datzelfde jaar was hij in het Antwerpse Fakkeltheater te zien in De Sinksenfoor aan de zijde van Danni Heylen en Carry Goossens.
In 2019 nam hij opnieuw de hoofdrol voor zijn rekening in How to Train Your Dragon: The Hidden World en was hij te zien als Jay Gatsby in de voorstelling The Great Gatsby Immersive gebaseerd op het gelijknamig boek van F. Scott Fitzgerald. De première vond plaats in Brussel, maar tijdens de zomer verhuisde de voorstelling naar Knokke, om vervolgens in het najaar hernomen te worden in Brussel.
Verder is Descamps sinds 2020 te horen als Darkos in Arthur en de Minimoys en als Apollo in Apollo's Grote Avonturen op Ketnet.
In 2023 speelde hij Christopher Wren in de Loge10 productie De Muizenval.

## Presentator
In 2007 presenteerde Descamps het programma Superster the Battle op Nickelodeon. Vanaf december 2009 praatte hij samen met Rob Teuwen tekenfilms aan elkaar in het jeugdblok VT4 Kids. Hij was presentator op Disney Channel samen met Sita Vermeulen uit Nederland. Samen deden ze Wishcember, waarin ze wensen van kijkers probeerden te vervullen.
In 2011 ging hij samen met de gay-tv-zender OUTtv – Descamps is zelf homoseksueel – op zoek naar een nieuwe presentator voor de Vlaams-Nederlandse zender. In het talentenprogramma OUTWanted riep hij Jens Geerts uit tot zijn opvolger.

## Zanger
Samen met Isabelle Adam en wisselende gasten (acteurs/personages van Studio 100-programma's) vormde hij vanaf 2005 de Studio 100-band, tot hij er medio 2007 uitstapte.
In 2007 bracht Descamps solo de single Phonecall uit, die Ultratop 50-hitlijst haalde (positie 36). Drie jaar later, in 2010, kwam een tweede single Like It Rough, uit de film Judas Kiss. In 2011 was er nog Descamps' derde single Tomorrow, die verkocht werd ten voordele van de Damiaanactie.
In april 2021 werd bekendgemaakt dat Descamps werd gecontracteerd door JV Records, het label van artiest en producer Jérémie Vrielynck. Met Nu ik jou ken bracht hij zijn eerste single onder dit nieuwe label uit. Hij nam dit nummer ook op in het Engels onder de titel Pretend you're mine.  Op 23 september 2021 kwam zijn tweede Nederlandstalige single Jij bestaat uit, die de 13de plaats behaalde in de Vlaamse Top 30 van Ultratop. In het voorjaar van 2022 verscheen Nu is het aan mij.

## Schrijver
Samen met zijn vader schreef Descamps de fantasy-trilogie Eilanden.

## Filmografie

### Films
- 2011 - Judas Kiss - Shane
- 2013 - Lost Angel - Michael (korte film)
- 2014 - Grind (korte film)[18][19]
- 2014 - The Dark Place - Wil
- 2018 - And Guest - David (korte film)

### Nasynchronisatie
- 2005 - The Chronicles of Narnia: The Lion, the Witch and the Wardrobe - Peter Pevensie
- 2005 - A Ring of Endless Light - Zachery Gray
- 2006 - Happy Feet - Mumble
- 2007 - Surf's Up - Cody Maverick
- 2008 - The Chronicles of Narnia: Prince Caspian - Peter Pevensie
- 2008 - The Cheetah Girls 3: One World - Vikram
- 2010 - How to Train Your Dragon - Hiccup
- 2010 - Toy Story 3 - Andy
- 2010 - The Chronicles of Narnia: The Voyage of the Dawn Treader - Peter Pevensie
- 2010 - WinxClub 3D: Magisch Avontuur - Riven
- 2012 - Mirror Mirror - Half Pint
- 2012 - ParaNorman - Alvin
- 2014 - How to Train Your Dragon 2 - Hiccup
- 2017 - Surf's Up 2: WaveMania - Cody Maverick
- 2018 - Zombies - Bucky
- 2019 - How to Train Your Dragon: The Hidden World - Hiccup
- 2020 - Zombies 2 - Bucky

## Discografie
| Single met hitnotering(en) in de Vlaamse Ultratop 50 | Datum van verschijnen | Datum van binnenkomst | Hoogste positie | Aantal weken | Opmerkingen                 |
| ---------------------------------------------------- | --------------------- | --------------------- | --------------- | ------------ | --------------------------- |
| Phonecall                                            | 2007                  | 17-11-2007            | 36              | 2            |                             |
| Like it rough                                        | 2010                  | -                     |                 |              |                             |
| Tomorrow                                             | 2011                  | -                     |                 |              |                             |
| Nu ik jou ken                                        | 2021                  | 08-05-2021            | tip             | 4            |                             |
| Jij bestaat                                          | 2021                  | -                     |                 |              | Nr. 13 in de Vlaamse Top 30 |
| Nu is het aan mij                                    | 2022                  | -                     |                 |              | Nr. 22 in de Vlaamse Top 30 |

## Nominaties en prijzen
- 2009 - Nominatie John Kraaijkamp Musical Award Aanstormend Talent - Kruistocht in Spijkerbroek
- 2009 - Winnaar Vlaamse Musicalprijs Beste Aanstormend Talent - Kruistocht in Spijkerbroek
- 2010 - Nominatie Vlaamse Musicalprijs Beste Mannelijke Bijrol - Ganesha

## Trivia
- In 2011 was Descamps 'ambassadeur' van de ngo Damiaanactie.